# Швидкохідне судно бойового забезпечення

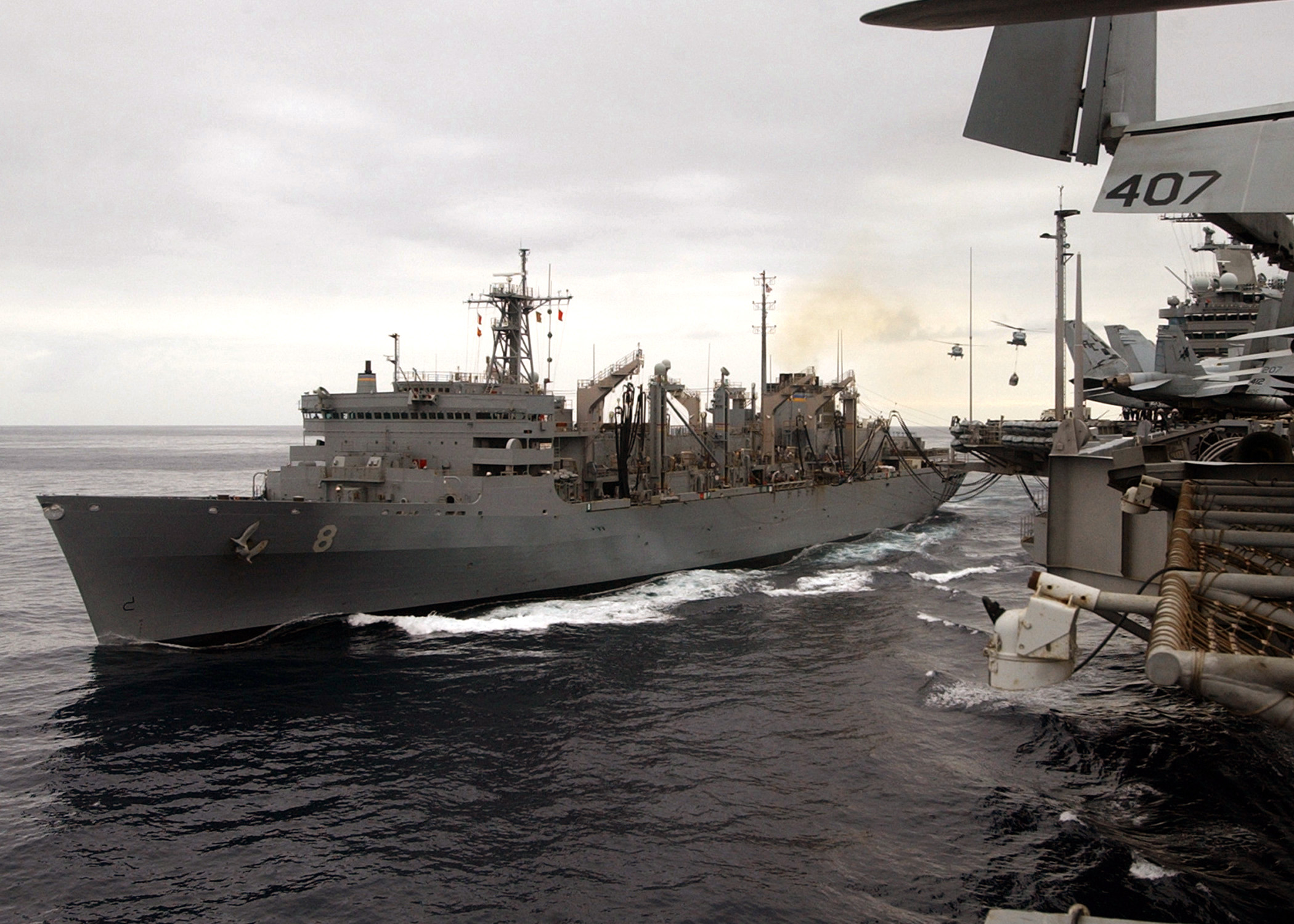
Швидкохідне судно бойового забезпечення USNS Arctic (T-AOE-8)

Швидкохідне судно бойового забезпечення (англ. fast combat support ship, буквене позначення: AOE) найбільше у флоті США допоміжне судно, яке поєднує функції транспорту боєприпасів та танкера-заправника. Його швидкість достатня для супроводу авіаносних ударних з'єднань, потреби якого це судно здатне повністю забезпечити.
Чотири судна типу Sacramento мали тоннажність Sacramento class  53,000 тон та несли на борту два вертольоти СН-46 Sea Knight.  Їх вивели зі складу флоту у 2005.
Судна типу Supply мають тоннажність 48,800  та також несуть  два вертольота CH-46 Sea Knight або MH-60S Knighthawk.